# Maarten van Roozendaal
Maarten van Roozendaal (2 de mayo de 1962 – 1 de julio de 2013) fue un cantante y comediante holandés. Grabó "I'm So Curious" y varios trabajos con Paul de Munnik, Willem Ennes, Egon Kracht, Marcel de Groot y Kim Soepnel.

## Biografía
Van Roozendaal nació en Heiloo, Holanda Septentrional, Holanda. En su juventud combinó la música con su trabajo como camarero. Escribió música para un programa escolar de televisión en Omroep NTR tocando el piano, además de tocar la batería en una banda punk, y dirigió y asesoró a otros artistas. En 1994, ganó el premio del jurado y el público en el Festival de Cabaret. Principalmente realizó su propio trabajo, así como también el de Cornelis Vreeswijk y Bram Vermeulen. Van Roozendaal también musicalizó algunos poemas de Jean Pierre Rawie. El trabajo de Van Roozendaal a veces era de un tono melancólico, otras veces cínico. Sus temas recurrentes son la vida, el amor, la muerte y la bebida.
El 8 de febrero de 2013, se hizo público que Van Roozendaal tenía cáncer de pulmón y todas sus actuaciones fueron canceladas. Van Roozendaal murió el 1 de julio de 2013 a la edad de 51 años.

## Discografía
Con Paul de Munnik
- 2011: Longing for Heaven

Con Egon Force, Marcel de Groot, Wouter Planteijdt, Richard Heijerman y Nico Brandsen
- 2010: And call it friends in real life
- 2009: And call it friends

Con Egon Power and Marcel de Groot
- 2008: The Wild West
- 2006: Barmhart

Con Willem Ennes for Children for Children
- 2005: I'm so curious (sencillo)

Con Egon Power, Jeffrey Bruinsma, Michiel van Dijk y Marcel de Groot
- 2005: Maarten van Roozendaal collects work

Con Egon Power
- 2003: Take Chronic Shortage Of Happiness
- 2000: On Sociability Ten Under (premier)
- 2001: Red Me Not (single)
- 2000: Faithfulness (single)
- 1999: Christmas in April

Con Kim Soepnel
- 1997: Exhale
- 1995: Night

## Libros y DVD
- 2009: So Far and Beyond (CD)
- 2009: Call it Friends (CD)
- 2009: Wild West (DVD)
- 2008: Barmhart (DVD y libro)
- 2005: Deliver Me Not (Libro de letras)